# Ґеорґ Фрідріх Ребман
Йоганн Андреас Ґеорґ Фрідріх Ребман нім. Johann Andreas Georg Friedrich Rebmann (1768 — 1824) — німецький публіцист епохи Просвітництва.
Переслідуваний як прибічник Французької революції, часто змінював місце проживання ( Дрезден, Париж, Цвайбрюкен). Видавець періодичних видань, таких як Obscuranten-Almanach (1798-1801), який був зареєстрований у Німеччині. У дотепній публіцистиці з елементами іронії він таврував суспільно-політичні відносини, що панували в німецьких державах. Виступав проти поділів Польщі та за революцію в Майнці. У сатиричному романі «Подорожі Ганса Кікіндівельтса по всіх чотирьох частинах світу» (1795) і його продовженнях він показав жалюгідні умови Німеччини, засудив колоніальний гніт. Характерним методом письма Ребмана було включення політичних і літературних документів у художню літературу та публіцистику.